# Sistema de processamento de transações
Sistemas de processamento de transações (SPT) são sistemas que processam as detalhadas informações necessárias à atualização dos registros sobre as operações comerciais em uma organização.

## Conceitos
Os Sistemas de Processamento de Transação (SPTs) são sistemas de suporte para atividades do dia a dia da organização que servem o nível operacional como monitorando as atividades diárias ou normais de uma empresa, controle de estoque, contabilidade, sistemas de cobrança e pagamento de contas, folha de pagamento, atendimento a clientes, fluxo de materiais, entre outros.
É o mais antigo tipo de sistema de informação e tem como principal objetivo responder a questões rotineiras e acompanhar o fluxo de transações através da organização. Os SPTs capacitam as organizações a executar suas atividades mais importantes de maneira mais eficiente. Uma transação consiste na troca de valores que afetam a lucratividade ou o ganho global de uma organização.
Portanto, esses sistemas são valiosas fontes de dados para o nível operacional da empresa e também para os níveis mais elevados da empresa.

### Características dos SPTs
- Necessidade de processamento eficiente e rápido para lidar com grandes quantidades de entradas e saídas; alto grau de repetição no processamento;
- Computação simples (adição, subtração, classificação, multiplicação);
- Grande necessidade de armazenagem;
- Em caso de pane no SPT, causa grande e grave impacto negativo na organização, e seu funcionamento afeta um grande número de usuários. [2]

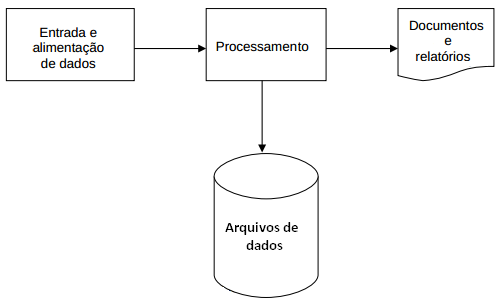
Processamento de Transações

### Categorias de Negócio
Os SPT são divididos por diversas categorias, as quais definem seu objetivo na integração geral do sistema da empresa. Cada categoria de negócio é responsável por seu objetivo, pode ser divida por categorias de processo e fornece funcionalidades específicas. A seguir serão especificadas algumas categorias de negócio.
- Controle de estoque: Responsável por controlar produtos armazenados de uma empresa, também é de sua responsabilidade o controle da movimentação desses produtos (entrada e saída) e outras funcionalidades dependendo do tipo de estoque.
- Logística: O objetivo principal da logística é o de “colocar o produto certo, na hora certa, no local certo e ao menor custo possível” (Ballou, 2003). Responsável por interligar as atividades logísticas de uma empresa, constituída por quatro níveis de funcionalidade: transações, controle de gestão, análise de decisão e planejamento estratégico.[3]
- Financeiro: Responsável pela gestão de ativos financeiros da empresa, abrangendo categorias de processo como Contas a pagar, Contas a receber, Fatura, Compras, entre outras.[4]
- Vendas: A principal característica dessa categoria é obter dados e gerar estatísticas para gerar um melhor planejamento sobre o processo de vendas da empresa. Dessa maneira é possível antecipar tendências econômicas e variações do mercado podendo assim, confrontando dados reais com os planejamentos, antecipar a decisão, auxiliando na melhor medida a ser tomada.[5]
- Compras: O sistema de informação para Compras é relacionado à área de compras da empresa, podendo ser de produtos ou de serviços terceirizados. Através dela é possível analisar dados de mercado para um melhor planejamento de compras em longo prazo.[6]

## Softwares Comerciais
Lista de softwares que se enquadram na classificação de Sistemas de Processamento de Transações e são distribuídos mediante uma licença comercial ou proprietária.
| Negócio                                         | Nome                  | Fornecedor         | Site                                                                        | Plataforma          | Linguagem |
| ----------------------------------------------- | --------------------- | ------------------ | --------------------------------------------------------------------------- | ------------------- | --------- |
| Controle de Estoque                             | Radar Estoque         | WK Sistemas        | http://www.wk.com.br/Produtos/RadarEstoque.aspx                             | Embarcado - Windows | -         |
| Controle de Acesso                              | CA Controle de Acesso | Techware           | http://www.techware.com.br                                                  |                     | -         |
| Arrecadação de Contas                           | SOLUTIO               | PHOEBUS Tecnologia | http://www.phoebus.com.br/produtos_arrecadacao.php                          | -                   | -         |
| Correspondente Bancário                         | CONCEPTUS             | PHOEBUS Tecnologia | http://www.phoebus.com.br/produtos_correspondente.php                       | -                   | -         |
| Financeiro                                      | Finamatic             | Folhamatic         | http://www.folhamatic.com.br/produtos/gestao-empresarial/financeiro         | Mobile              | -         |
| Financeiro                                      | jFinançasEmpresa      | Cenize             | http://cenize.com                                                           | Embarcado - Windows | -         |
| Cobrança                                        | Pagador Recorrente    | Braspag            | http://www.braspag.com.br/servicos-de-pagamento-digital/pagador-recorrente/ | Web                 | -         |
| -                                               | Pagador Refund        | Braspag            | http://www.braspag.com.br/servicos-de-pagamento-digital/pagador-refund/     | Web                 | -         |
| Controle Financeiro e Bancário                  | CaixaMAX®             | eMeAsOfT           | http://www.emeasoft.com.br/site/index.php                                   | Embarcado - Windows | -         |
| Controle de Cadastro                            | CrediMAX®             | eMeAsOfT           | http://www.emeasoft.com.br/site/index.php                                   | Embarcado - Windows | -         |
| Controle de Estoque e Gestão de Cartão Pré-Pago | Arenaplan PDV         | Arenaplan          | www.arenaplan.com.br                                                        | Windows e POS       | -         |

## SoftwaresOpen Source(Código Aberto)
Lista de softwares que se enquadram na classificação de Sistemas de Processamento de Transações e são distribuídos mediante uma licença open source.
| Negócio              | Nome                     | Fornecedor            | Site                                       | Plataforma            | Linguagem     |
| -------------------- | ------------------------ | --------------------- | ------------------------------------------ | --------------------- | ------------- |
| Financeiro           | Ofuz                     | SQL Fusion            | http://www.ofuz.com/                       | Web                   | PHP           |
| Automação Comercial  | B2Stok                   | -                     | http://b2stok.sourceforge.net/site/        | Web                   | PHP           |
| Folha de pagamento   | Folha livre              | -                     | http://folha-livre.sourceforge.net/        | Microsoft Windows (c) | Object Pascal |
| Contabilidade        | Grisbi                   | Cédric Auger          | http://www.grisbi.org/                     | Multi-plataforma      | Java          |
| Gestão de Negócios   | NolaPro                  | Noguska LLC           | http://www.nolapro.com/index-5.html        | linux                 | -             |
| Financeiro           | GnuCash                  | -                     | www.gnucash.org                            | Multi-plataforma      | -             |
| Financeiro           | Engefinance              | -                     | http://www.engefinance.com.br/             | Multi-plataforma      | PHP           |
| Controle de estoque  | OPENPRO                  | OpenPro, Incorporated | http://www.openpro.com                     | Corporativo           | Java          |
| Controle de estoque  | Inventory manager        | -                     | http://www.inventory-management.org/       | web                   | PHP           |
| Controle empresarial | CRM Open Source Business | -                     | http://www.sugarcrm.com/                   | web                   | Java          |
| Controle empresarial | Hipergate CRM            | -                     | http://sourceforge.net/projects/hipergate/ | Web                   | Java          |